# Innocence (cantante)
Geraldine Cerceda Larrosa (Givors, Francia, 16 de diciembre de 1968), también citada simplemente como Geraldine Larrosa, es una cantante de musicales, presentadora y actriz hispano-francesa conocida por su nombre artístico, Innocence

## Biografía
Geraldine es hija de Adolfo Cerceda (de nombre artístico Carlos Corda), un mago reconocido, y de France Larrosa, bailarina clásica

## Trayectoria profesional

### Interpretación
Desde pequeña se acostumbró a trabajar delante de las cámaras tanto en diversos anuncios como en varios programas de televisión. 
Ha ejercido de presentadora en varios programas conocidos como El Recreo de TVE o Pasacalle de Telemadrid, así como de cantante en ¿Qué apostamos?.
El mundo de la interpretación viene en la intervención de películas como Beltenebros de Pilar Miró en 1991, Eres mi héroe de Antonio Cuadri (2003) y la serie francesa Colette.

### Musical
Mejora las cualidades de su voz con grandes como María Luisa Castellanos, Mary Hammond y Goerge Bizet Monjol, y asiste a clases de danza y claqué. 
Gracias a ser una artista tan completa destaca en el género musical, donde puede dar rienda suelta tanto a su voz como su interpretación. Debuta con el musical Los Fantásticos con el personaje de Luisa dirigida por James Cook , -Teatro San Pol y sigue con grandes musicales como Grease personaje de Sandy – Teatro Lope de Vega, La Magia de Brodway, La Bella y la Bestia  donde interpreta al papel principal de la Bella – Teatro Lope de Vega, Peter Pan interpretando a Wendy, Memory de Hollywood a Broadway, varios personajes; como personaje Coco de Fama, María del West Side Story, Cosette de Los Miserables, Marilyn Monroe en Los Caballeros las prefieren rubias, Cristine del Fantasma de la Opera, en gira por toda España y finalmente en Francia con el personaje de Inés en El Zorro en una producción de Folies Bergere.
Además, participa en las grabaciones de bandas sonoras como Los Fantásticos, Peter Pan Grease , El Rey León 2, Starmania y El zorro.

## Carrera en solitario

### Álbum Innocence
Después de una dura y larga preparación y con la ayuda del productor musical e integrante de Il Divo, Carlos Marín, Geraldine Larrosa se lanza en solitario bajo el nombre artístico, Innocence. 
Esta idea surge de su expectación personal en busca de una corriente musical nueva y sofisticada, que permita mezclar su voz lírica y con el estilo pop que todos conocemos, más el rock sinfónico.
Durante cuatro largos años va cobrando forma en su cabeza hasta que en 2007 decide ponerla en marcha en su primer álbum, el cual se lanza con éxito en Japón con más de 25.000 copias vendidas; también lo hace en Portugal y España. En 2008 se graba Innocence en concierto, disco con DVD realizado por producciones Minúsculas en el Teatro Calderón (Madrid).

### Primer sencillo: “The show must go on”
Su primer sencillo “The Show must go on” se posiciona en las principales listas de ventas de España, llegando a ocupar durante 11 semanas consecutivas el puesto número uno del sencillo más vendido en este país. Con el videoclip con el mismo nombre dirigido por el director de cine español Antonio Cauadri (Eres mi héroe y El corazón de la tierra)  para el cual se contó con el coregrafo Stephan Boco componente del ballet de Celine Dion.
En febrero de 2008 lanza su primer CD + DVD con los conciertos de la gira íntegros. Debido al éxito de su primer sencillo, meses más tarde lanza una reedición del mismo con Warner Music España, pero esta vez con nuevas mezclas y remixes.

### Álbum “Amor de Ángel”
Siguiendo con su carrera discográfica el álbum titulado “Amor de Ángel” se lanzó en España y Portugal.  Con su sencillo “Call Me” (conocido tema de Blondie de la película American Gigolo) y el videoclip con el mismo nombre dirigido por Rubén Darío y coreografÍa excepcional de Alex G. Robles.

### Álbum "This is Love"
En 2013 Innocence lanza un tercer álbum, “This is Love” en el que su música se atiende a un ritmo más dance. Producido por Xasqui Ten de Ten producciones y Alberto Quintero en la grabación de voces (Tonopro)
La colaboración con Brian Cross será más frecuente y contará con diferentes remix de temas como “Houdini Girl”, el primer sencillo, “This is Love” y “Jeopardy”.  A la vez de un Remix del Álbum Completo Coproducido por Brian Cross y mezclas de Oriol Crespo at True Faith Studio (Tremp)  para México con MAS LABEL
A la vez de videoclips como Houdini Girl y This is love dirigido por Rubén Darío y el último Jeopardy, dirigido por Abraham Gutiérrez, y posproducción Harold Victoria. También con la coreografía Alex G. Robles

### Álbum "Peep Show"
En 2016 se lanza el cuarto álbum de estudio de la cantante, que iba a ser un álbum en dos partes. Debido a temas personales y luego la pandemia que culmina con la muerte de su compañero de vida y productor Carlos Marin, no ha sido lanzada la segunda parte del álbum, que esta preparada para su grabación y que será retomada en breve con sus nuevos productores.
El videoclip principal "Peep Show" es más bien una minipelicula de 6 minutos, que cuenta con la colaboración desinteresada de Santiago Segura.

## Discografía

### Álbumes de estudio
- 2007 - Innocence
- 2010 - Amor De Ángel
- 2013 - This is Love
- 2016 - Peep Show

### Álbumes en directo
- 2009 - Innocence en Concierto
- 2014 - This Is Love Live! - Live in México[10]

### Videoclips
- 2007 : The Show Must Go On
- 2010 : Call Me
- 2013 : Houdini Girl
- 2013 : This Is Love
- 2014 : Jeopardy
- 2015 : Back With You Tonight
- 2016 : Peep Show

### Colaboraciones musicales
| Disco                | Comentario                                                | Tema                                                |
| -------------------- | --------------------------------------------------------- | --------------------------------------------------- |
| El rey León 2        | Antología de Walt Disney                                  | Tema Kiara y Upendi                                 |
| Grease               | Producido por Julián Ruiz y Javier Losada                 |                                                     |
| Peter Pan            | De Piers Charter Robinson                                 | En el personaje de Peter Pan                        |
| Los Fantásticos      |                                                           | Personaje de Luisa                                  |
| Starmania            | Opera Rock de Michel Berger, Luc Placmondon y Julián Ruiz |                                                     |
| Entrégate (sencillo) | Dueto con Carlos Marín                                    | Tema musical de la telenovela mexicana Las amazonas |

## Videografía
- 2014 - This Is Love Live! - Live in México[10]

## Teatro y Musicales

### Participación en Musicales
| Año       | Musical                        | Personaje                                             | Productora          | Teatro                                                     |
| --------- | ------------------------------ | ----------------------------------------------------- | ------------------- | ---------------------------------------------------------- |
| 1996      | Los Fantásticos                | Luisa                                                 |                     | Teatro San Pol de Madrid                                   |
| 1997/1998 | Grease                         | Sandy                                                 | Luis Ramírez        | Teatro Lope de Vega Madrid                                 |
| 1999      | Peter Pan                      | Wendy                                                 | Luis Ramírez        | Teatro Lope de Vega Madrid y gira por España               |
| 1999      | La Magia de Brodway            |                                                       | Luis Ramírez        | Teatro Lara de Madrid                                      |
| 1999      | La Bella y la Bestia           | Bella                                                 | Stage Entertainment | Teatro Lope de Vega Madrid                                 |
| 2000      | Memory de Hollywood a Broadway | Christine del Fantasma de la Ópera                    | Enrique Salavarria  | Teatro Alcázar de Madrid                                   |
| 2000      | Memory de Hollywood a Broadway | Coco de Fama                                          | Enrique Salavarria  | Teatro Alcázar de Madrid                                   |
| 2000      | Memory de Hollywood a Broadway | María de West Side Story                              | Enrique Salavarria  | Teatro Alcázar de Madrid                                   |
| 2000      | Memory de Hollywood a Broadway | Cosette Los miserables                                | Enrique Salavarria  | Teatro Alcázar de Madrid                                   |
| 2000      | Memory de Hollywood a Broadway | Marilyn Monroe de Los caballeros las prefieren Rubias | Enrique Salavarria  | Teatro Alcázar de Madrid                                   |
| 2009/2010 | El Zorro                       | Inés, la reina gitana                                 | Stage Entertainment | gira por España y Francia para finalizar en Folies Bergere |

### Teatro y Zarzuela
| Año  | Obra                            | Dirección          | Comentario                     |
| ---- | ------------------------------- | ------------------ | ------------------------------ |
| 2010 | Festival Lisístrata de Mérida   | Juan Pedro Aguilar | En España y Francia            |
| 2010 | Teatro de la Zarzuela de Madrid | Emilio Sagi        | Diversas producciones líricas. |

## Filmografía

### Filmografía
| Año  | Obra            | Formato                       | Dirección      | Comentario                             |
| ---- | --------------- | ----------------------------- | -------------- | -------------------------------------- |
| 1977 | El Recreo       | Programa de Televisión de TVE |                | Presentadora                           |
| 1989 | Pasacalle       | Programa de Telemadrid        |                | Presentadora                           |
| 1991 | Beltenebros     | Película                      | Pilar Miró     |                                        |
| 1993 | ¿Qué apostamos? | Programa de TVE               | Cantante       |                                        |
| 2003 | Eres mi héroe   | Película                      | Antonio Cuadri | En el personaje de Brigitte            |
| 2016 | Las amazonas    | Telenovela                    |                | Cantante invitada junto a Carlos Marín |